# Wojna Mixtonów

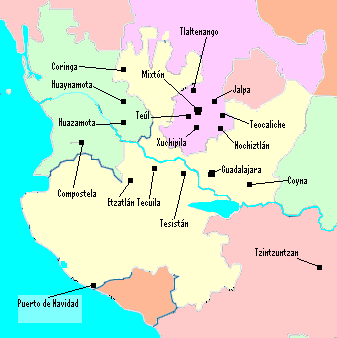
Mapa z przebiegiem konfliktu

Wojna Mixtonów – powstanie indiańskie na terenie Meksyku, które miało miejsce w pierwszej połowie XVI wieku.
Po podboju dzisiejszych obszarów środkowego Meksyku Hiszpanie zaczęli wysyłać liczne ekspedycje zbrojne dla dokonania podboju terytoriów znanych jako La Gran Chichimeca. W 1529 r. Nuño Beltrán de Guzmán na czele 10 500 ludzi (w tym około 400 Hiszpanów) wyruszył na północ zajmując kolejno dzisiejsze stany Nayarit, Jalisco, Durango, Sinaloa i Zacatecas. W czasie tej wyprawy Guzmán wykazał się wyjątkowym – nawet jak na tamte czasy – okrucieństwem mordując, torturując i zagarniając w niewolę tysiące krajowców, co sprowokowało opór, a wkrótce także wybuch powstania. 
Wprawdzie Guzmán został aresztowany i skazany, ale jego poczynania miały długotrwałe skutki na całym obszarze zwanym wówczas Nueva Galicia. Na początku 1540, korzystając z tego, że Francisco Vásquez de Coronado wyruszył na wyprawę w poszukiwaniu mitycznych Siedmiu Miast Ciboli, ogołacając przy tym miejscowe garnizony, Indianie zerwali się do kolejnego krwawego powstania, pociągając za sobą swych ziomków z południa. Przeszło ono do historii jako Wojna Mixtonów. 
Po długich i zaciekłych walkach Hiszpanom udało się stłumić rebelię w grudniu 1541, nie był to jednak koniec zmagań. W 1550 wybuchła kolejna wojna, mająca od samego początku charakter wojny partyzanckiej i będąca najcięższą z wojen toczonych przez Hiszpanów w Ameryce Środkowej. 